# Josep Còdol i Ventura
Josep Còdol i Ventura (Barcelona, 1865 – 8 de febrer de 1935) va ser pianista, compositor i professor del Conservatori del Liceu.
Adquirí els seus primers coneixements musicals a l'escolania de la catedral de Barcelona, i els amplià al Conservatori del Liceu. Entrà al claustre d'aquest conservatori i hi restà cinquanta anys ensenyant solfeig i piano. Autor de moltes composicions musicals, llegà els seus papers al compositor i pedagog Josep Barberà Humbert. El fill d'aquest, Claudi Barberà, en feu donació a la Biblioteca de Catalunya.

## Obres
- A orillas del Cinca: zarzuela en un acto y tres cuadros (1897), lletra de Timeoteu Coll i Vilades i Antoni Fargas
- Andante (s.a.)[3]
- Bolero (s.a.)[4]
- "Etoile du matin" des jeunes pianistes: petits études faciles et progressives pour les petites mains (1913), coautor amb Francesc de Paula Sánchez i Gavagnach
- Marcha (s.a.)[5]
- Minué (s.a.), per a instruments d'arc.[6]
- No em deixis, vals[7]
- Las primera hojas, nocturno (1887), per a piano
- Serenata pastoril (1891), per a piano
- Smart Sport (1900), vals[8]
- Solfeo (s.a.)[9]